# Branko Petričević
Branko Petričević, na crnogor. ćiril. Бранко Петричевић, nadimkom Kađa, 1914. — 1982., crnogorski vojno-politički dužnosnik.
Diplomirao Pravni fakultet u Beogradu. Član ilegalne KPJ od 1933.
Bio je organizacioni tajnik Pokrajinskog komiteta KPJ za Crnu Goru, Boku, Sandžak i Kosovo i Metohiju.
Učesnik je NOB-a od 1941.
1945. je politički komesar 3. armije Jugoslavenske armije, potom u činu general-majora pomoćnik načelnika Glavne političke uprave Jugoslovenske armije.
Prihvaća Staljinovu osudu Tita, odnosno Rezoluciju Informbiroa i s general-pukovnikom Arsom Jovanovićem i pukovnikom Vladom Dapčevićem kolovoza 1948. pokušava bjekstvo preko jugoslavensko-rumunjske granice kod Vršca. Jovanović gine, Dapčević je uspio pobjeći u Beograd, gdje se jedno vrijeme krio, no Petričević je uhićen na licu mjesta.
1950. Petričević, skupa s Dapčevićem, osuđen na 20 godina strogog zatvora; oduzeti su im vojni činovi i odlikovanja. 
1956. Petričević pušten na slobodu. Ubrzo se zaposlio u nakladnom preduzeću "Rad" u Beogradu, gdje je četiri godine kasnije umirovljen.